# St. Mariä Heimsuchung (Mülldorf)

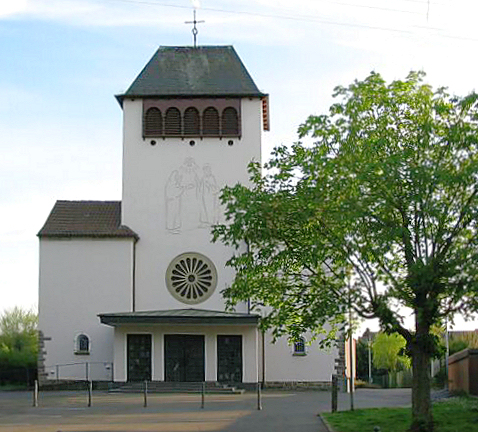
Pfarrkirche Sankt Mariä Heimsuchung,
Sankt Augustin-Mülldorf

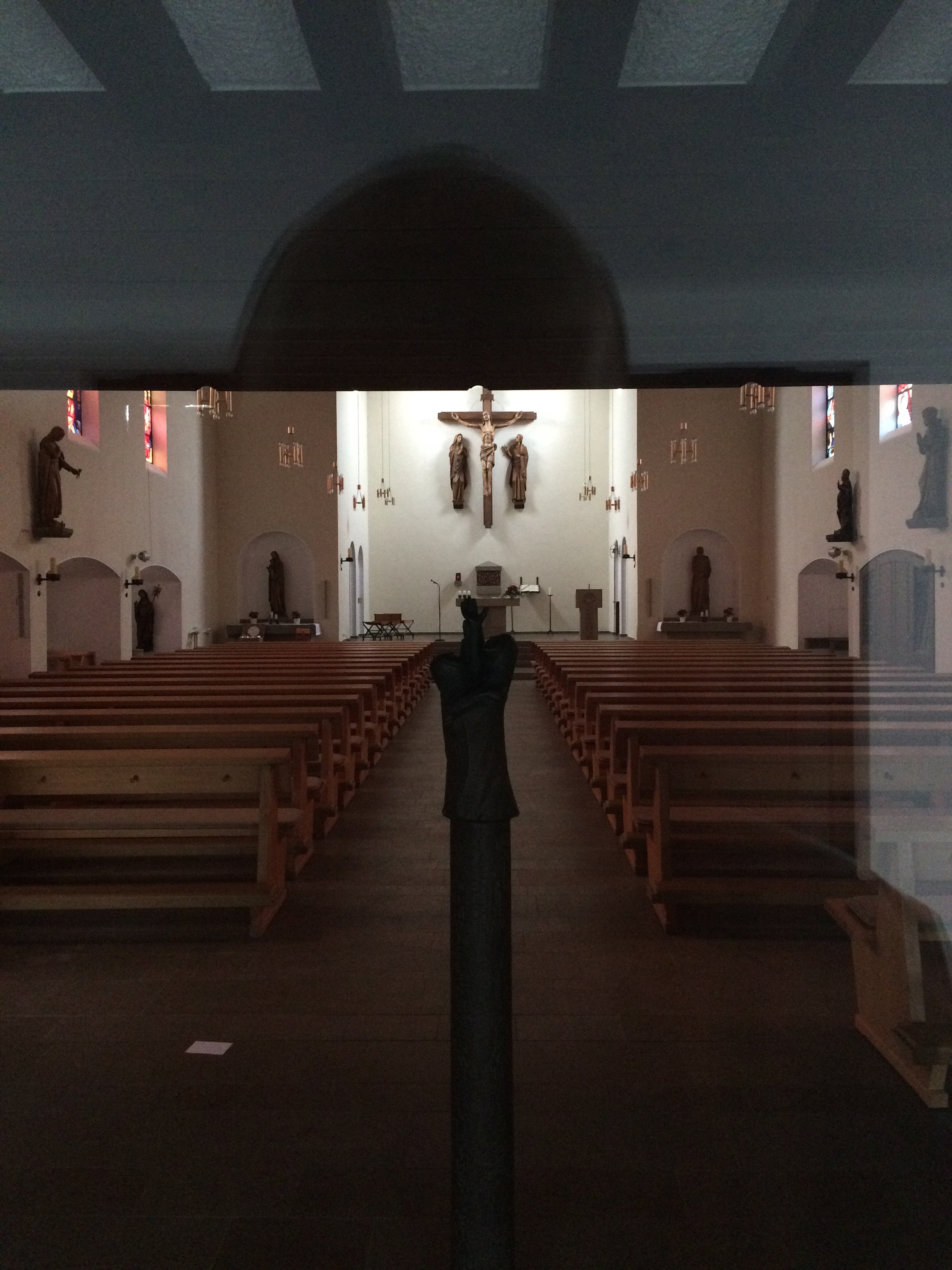
Eingangsbereich mit Blick auf die Bronzestele

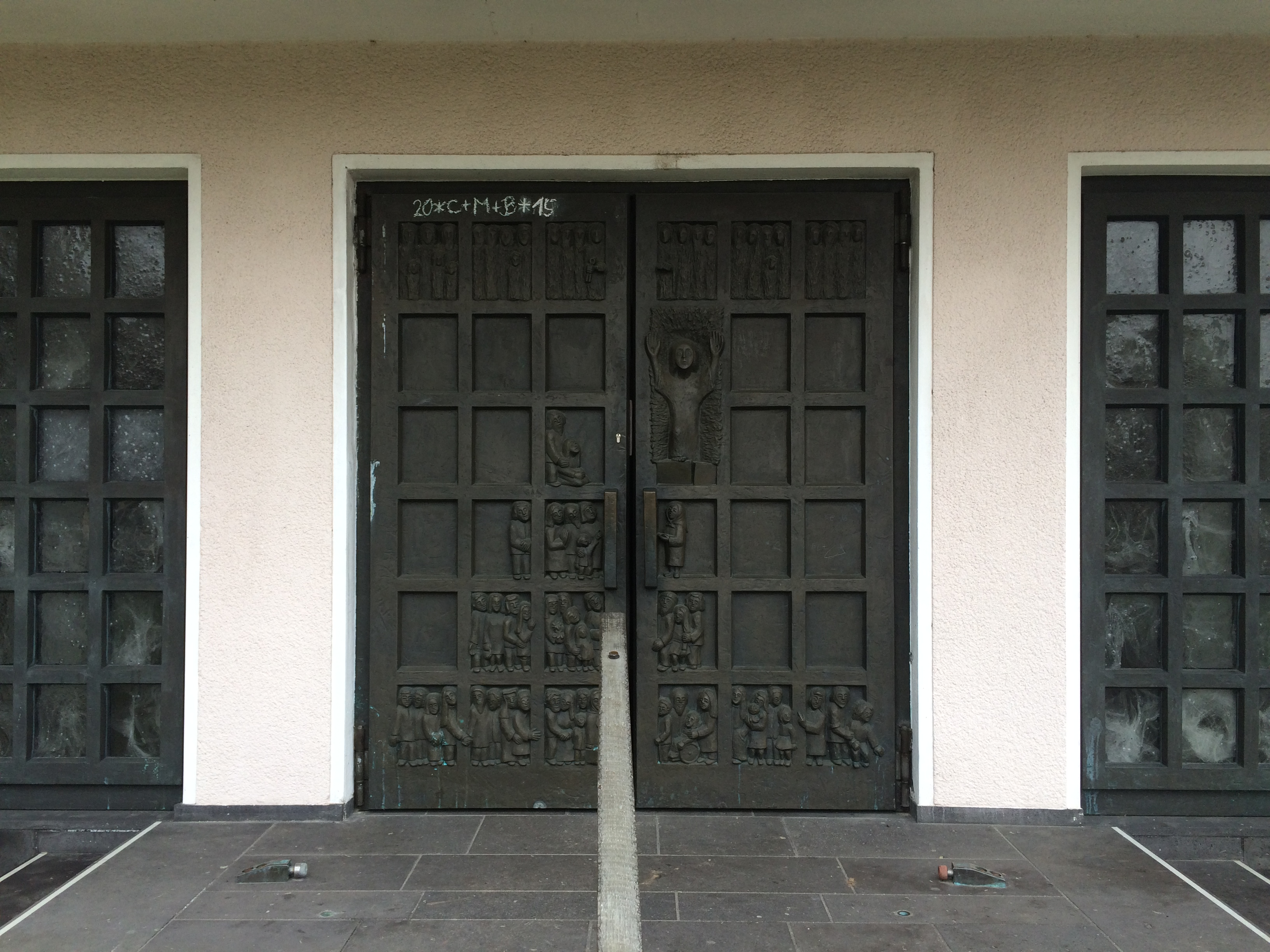
Von Hans Rams geschaffenes Eingangsportal

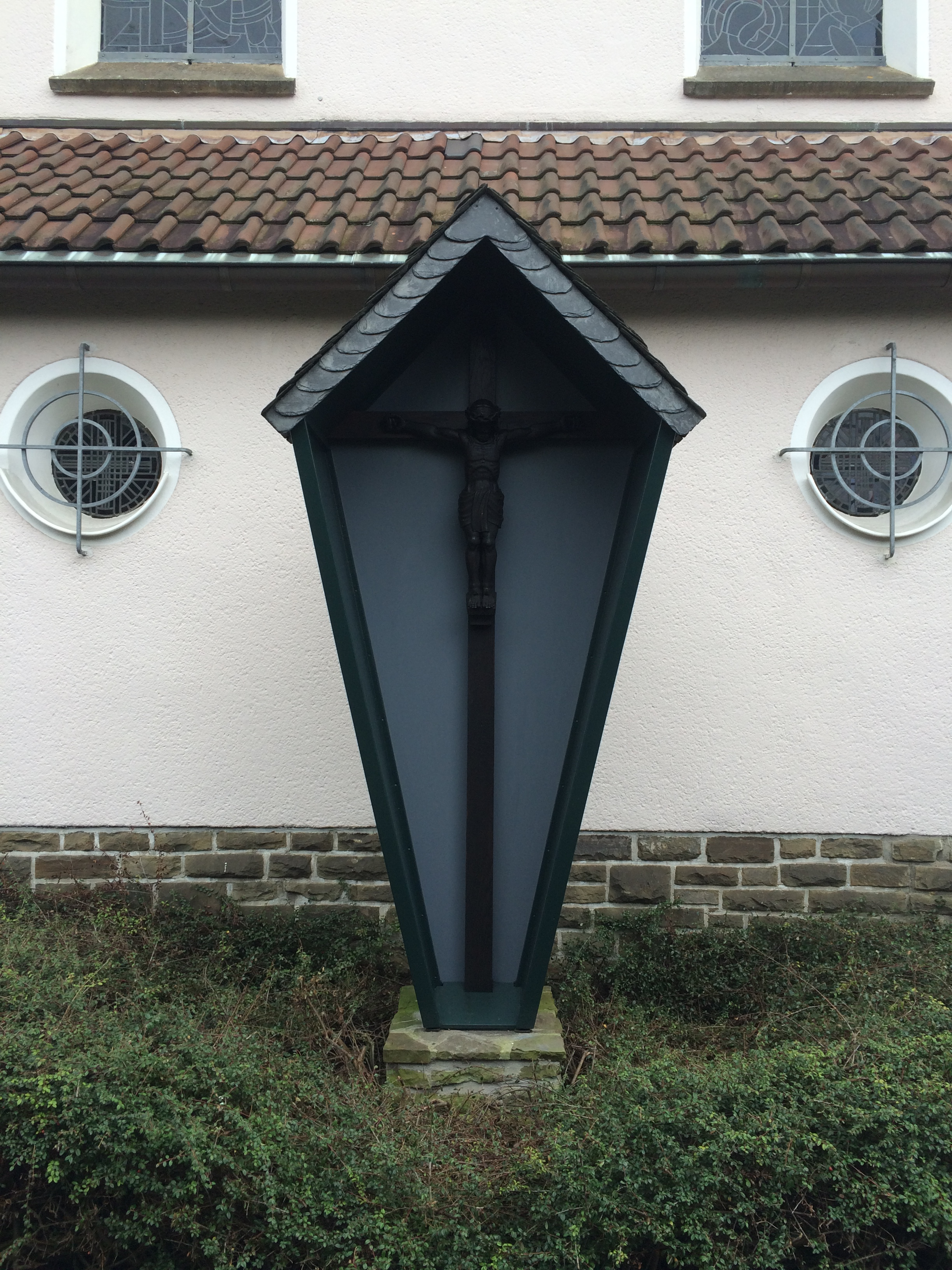
Kreuz an der Nordseite

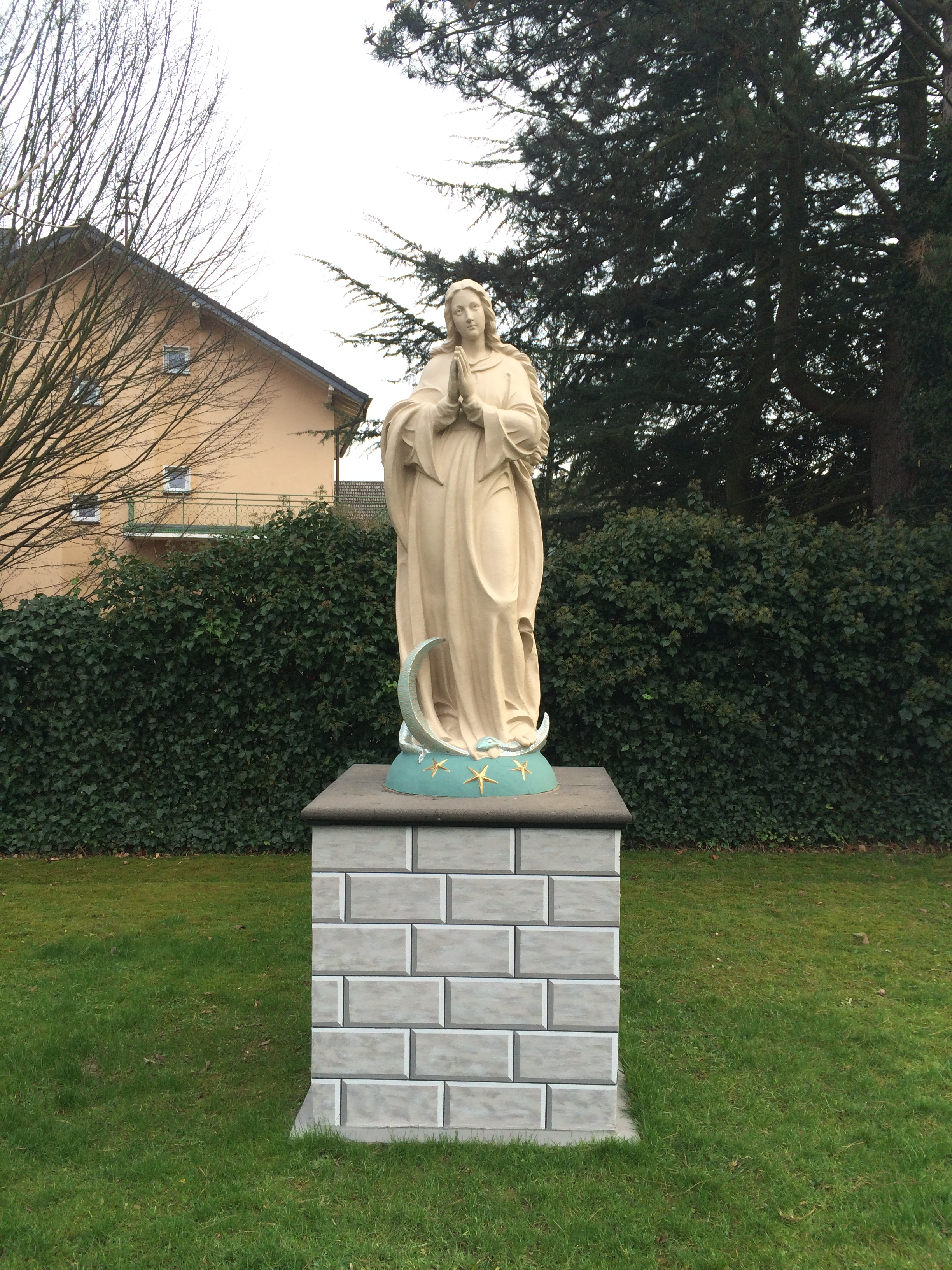
Keramik-Plastik der Immaculata

Sankt Mariä Heimsuchung ist eine römisch-katholische Pfarrkirche im Sankt Augustiner Stadtteil Mülldorf (Rhein-Sieg-Kreis) in Nordrhein-Westfalen. Sie gehört zum Katholischen Seelsorgebereich Sankt Augustin im Kreisdekanat Rhein-Sieg-Kreis des Erzbistums Köln. Der heutige Kirchbau wurde 1938 geweiht und steht als Baudenkmal unter Denkmalschutz. Es ist eine der letzten Kirchen in Deutschland, deren Bau im Dritten Reich genehmigt wurde. Architekt des Bauwerks war Wilhelm Alexander Schneider.

## Geschichte
Seit der Christianisierung des Ortes gehörte er zur Pfarrei St. Martinus in Niederpleis. Eine eigene Kapelle, die an den bereits 1071 bestehenden Fronhof angeschlossen war, wird erstmals 1582 urkundlich erwähnt. Jedoch ist es wahrscheinlich, dass es schon früher einen Kirchbau im Ort gab. Darauf deuten Mauerreste, zwei Altarsteine und ein Kirchturmhahn hin, die nach einem Hochwasser der Sieg 1635 gefunden wurden.
Am 25. April 1705 legte der Niederpleiser Pfarrer Gabriel Blum den Grundstein zur ersten Kapelle St. Mariä Heimsuchung am heutigen Kapellenplatz in Mülldorf. Fünf Jahre später, am 2. Juli 1710, dem Tag Mariä Heimsuchung, wurde der Bau eingesegnet. Nach der Auflösung der Siegburger Abtei im Zuge der Säkularisation 1803 gelangten viele Reliquien aus dem Kloster in den Besitz der Kirchengemeinde. 1872 wurde die alte Kapelle abgerissen und durch eine neue am gleichen Standort ersetzt. Am 1. April 1920 wurde Mülldorf durch den Kölner Erzbischof Karl Joseph Kardinal Schulte von der Niederpleiser Kirchengemeinde getrennt und zur selbstständigen Pfarrei erhoben.
In den 1930er Jahren erwies sich die alte Kapelle als zu klein. Der 1936 aus Essen nach Mülldorf versetzte Pfarrer Gottfried Salz begann noch im selben Jahr mit den Planungen für den Bau der heutigen Pfarrkirche an der damaligen Schulstraße, die inzwischen nach Salz benannt wurde. Am 18. März 1938 erfolgte der erste Spatenstich, obwohl weder die staatliche noch die kirchliche Baugenehmigung vorlag. Weil das Jugendheim von den Behörden nicht genehmigt worden war, deklarierte Salz es zum Luftschutzkeller um und erhielt dafür die Genehmigung. Am 22. Mai legten Pfarrer Salz, Dechant Wilhelm Heppekausen und der Siegburger Abt Ildefons Schulte-Strathaus den Grundstein für die Kirche. Anfang Oktober wurden die drei Glocken geweiht. Bereits nach neun Monaten, am 18. Dezember 1938, dem vierten Adventssonntag, wurde die Kirche von Weihbischof Wilhelm Stockums geweiht. Anschließend wurde die alte Kapelle abgerissen.
Dass die Kirche, der gesamte Ort Mülldorf und auch das Steyler Kloster nicht stark von Kriegsschäden betroffen waren, lag vor allem am Einsatz des Pfarrers Gottfried Salz, der in den letzten Kriegstagen 1945 die deutschen Soldaten davon abhielt, das Kloster zu sprengen, und auch dafür sorgte, dass die amerikanischen Soldaten ohne einen Schuss abzugeben in den Ort einmarschieren konnten.
Langjähriger Pfarrer in Mülldorf war Monsignore Josef Schlemmer von 1976 bis 2002. Kaplan von 2008 bis 2011 war Peter Claver Narh, der spätere Provinzial der Steyler Missionare in Deutschland. Seit dem 1. Juli 2018 ist der ehemalige Provinzial Bernd Werle Pfarrvikar mit Wohnsitz in Mülldorf.

## Architektur
Der basilikale Sakralbau hatte ursprünglich ein schlichtes Backsteinmauerwerk und wurde erst 1955 mit dem jetzigen hellen Außenputz versehen. Der nach Nordosten hin stehende Kirchturm mit Walmdach hat seitlich zwei Querbauten mit querliegenden Satteldächern. Unterhalb der Schallöffnungen ziert ein Sgraffito die Fassade des Turms, das die Heimsuchung Mariens darstellt. Zwischen diesem Bild und dem Eingangsportal befindet sich eine mit reduzierten Werksteingliederungen gearbeitete Fensterrosette. Die beiden unteren Geschosse des Kirchturms sind zum Kirchenschiff hin geöffnet. Im Erdgeschoss ist neben dem Eingang eine Seitenkapelle, darüber befindet sich die Orgelempore, auf der seitlich die Orgel der Eggert Orgelbau-Anstalt Anton Feith aus dem Jahr 1962 eingebaut ist.
Im Altarraum sind zwei runde Chorfenster in lichteren Pastelltönen, die 1959 eingesetzt wurden. Der gesamte Bau hat einen Bruchsteinsockel, die Gebäudeecken sind mit einer unregelmäßigen, mannshohen Eckquaderung aus hammerrechtem Bruchstein gestaltet. Der Fußboden besteht aus Weidenhahner Trachyt und wurde 1983 neu verlegt.

## Ausstattung
An der Chorwand hängt eine mächtige hölzerne Kreuzigungsgruppe mit einem 2,38 m hohen Corpus. Die Assistenzfiguren Maria und Johannes kamen erst 1956 hinzu. Unter dem Kreuz befindet sich der Tabernakel, der mit Dornen und leuchtenden emaillierten Flammen den brennenden Dornbusch symbolisiert. Altar und Ambo wurden 1976 in schlichter Form neu entworfen und vom Siegburger Benediktinerabt Placidus Mittler am 6. November 1976 konsekriert. Der Unterbau des Altars besteht aus einem großen Tuffsteinblock. Er trägt die darüberliegende, an allen Seiten überstehende Tuffsteintischplatte. An der Vorderseite des Altars arbeitete der Bildhauer Hans Rams 1983 das Motiv einer Quelle ein. Auf dem rechten Seitenaltar steht eine Skulptur des Hl. Josef, die gestalterisch entsprechende Marienfigur auf dem linken Seitenaltar wurde erst 1955 aufgestellt.
Ebenfalls von Rams geschaffen wurde 1988 das Hauptportal, das im Mittelbild den auferstandenen Christus zeigt. Auf der Innenseite des Portals sind die seit dem Mittelalter so bezeichneten vierzehn geistigen und leiblichen Werke der Barmherzigkeit künstlerisch dargestellt. Direkt hinter dem Eingang im Kirchturm steht seit 1995 in der Mitte eine Bronzestele, die Maria mit ihrer Cousine Elisabet zeigt und damit das Patronat der Kirche symbolisiert.
Viele Ausstattungsgegenstände gelangten in die Kirche, als 1941 die Nationalsozialisten das Missionshaus St. Augustin der Steyler Missionare auflösen ließen. Hierzu gehören Figuren des heiligen Augustinus (aus dem 17. Jahrhundert), des heiligen Gregors I. (1790) und des heiligen Nikolaus (Ende des 18. Jahrhunderts). Außerdem stehen in der Kirche eine gotische Holzfigur des Auferstandenen Christus aus Schloss Birlinghoven, eine Madonna mit Kind aus dem 17. Jahrhundert und eine Ikone der Immerwährenden Hilfe, die aus der alten Mülldorfer Kapelle stammt.
Vor der Außenwand des nördlichen Seitenschiffs ist ein sogenanntes „Marterl-Kreuz“ aus Holz angebracht. Auf dem Vorplatz steht eine Keramik-Plastik der Immaculata.

### Glocken
Vom Turm der Kirche erklingt das Motiv „Gloria“. Die kleinste der drei Glocken stammt noch aus der Erbauungszeit der Kirche und wurde von der Glockengießerei Otto aus Hemelingen in Bronze gegossen. Die beiden größeren Glocken wurden im Zweiten Weltkrieg durch Kriegseinwirkung vernichtet und bereits 1949 durch neue Gussstahl-Glocken des Bochumer Vereins für Gußstahlfabrikation ersetzt.
| Glocke | Name      | Durchmesser | Masse  | Schlagton (HT-1⁄16) | Gussjahr | Inschrift                                                   |
| ------ | --------- | ----------- | ------ | ------------------- | -------- | ----------------------------------------------------------- |
| I      | Johannes  | 1280 mm     | 890 kg | fis′ +2             | 1949     | „Bochumer Verein, Bochum 1949.“                             |
| II     | Maria     | 1130 mm     | 615 kg | gis′ +3             | 1949     | „Bochumer Verein, Bochum 1949.“                             |
| III    | Apollonia | 820 mm      | 350 kg | h′ +3               | 1938     | „Selig, die Verfolgung leiden um der Gerechtigkeit willen.“ |